# Philip Rynvisch
Philip Rynvisch (1310 - na 1379) was burgemeester van Brugge.

## Levensloop
Rynvisch was beroepshalve makelaar. Hij behoorde gedurende een aantal jaren tot de bestuurders van de stad Brugge, als volgt:
- 1364-1365: schepen
- 1365-1366: burgemeester van de raadsleden
- 1366-1367: burgemeester van de schepenen
- 1367-1368: thesaurier
- 1368-1369: burgemeester van de raadsleden
- 1369-1370: burgemeester van de schepenen
- 1370-1371: thesaurier
- 1371-1372: thesaurier
- 1377-1378: thesaurier
- 1378-1379: burgemeester van de raadsleden

Na hem verscheen zijn neef Everaard V Rynvisch (1380-1423), kleinzoon van zijn broer Everaard IV Rynvisch, op het toneel van het stadsbestuur. Van 1386 tot 1422 was hij vaak schepen of raadslid.

## Bron
- Stadsarchief Brugge, Register van de Wetsvernieuwingen.